# Миллер, Джордж (режиссёр)
Джордж Миллер (англ. George Miller, род. 3 марта 1945[…], Chinchilla, Квинсленд, Австралия) — австралийский кинорежиссёр греческого происхождения, сценарист, продюсер и бывший врач. Наиболее известен как создатель серии постапокалиптических боевиков «Безумный Макс», однако фильмография Миллера очень разнообразна: в ней есть и детские фильмы «Бэйб: Четвероногий малыш» и «Делай ноги» (за которые он получил «Оскар»), и романтические «Иствикские ведьмы» и «Три тысячи лет желаний». Один из основателей компаний Kennedy Miller Mitchell (до 2009 года — Kennedy Miller Productions) и Dr. D Studios.
Старший брат продюсера Билла Миллера.

## Биография
Миллер родился в Брисбене, Квинсленд в семье греческих родителей-иммигрантов: Димитри (Джима) Кастрисиоса Милиотиса и Анджелы Балсон. Димитри Милиотис был с греческого острова Корфу, после эмиграции в Австралию сменил фамилию на Миллер. Семья матери Балсон были греческими беженцами с Малой Азии. Они поженились и поселились в городе Шиншилла, у них родились 4 сына: близнецы Джордж и Джон, Крис и Билл.
Джордж сначала учился в Грамматической школе Ипсуича, а затем в Средней школе Сиднея для мальчиков. После окончания школы изучал медицину в Университете Нового Южного Уэльса со своим братом-близнецом Джоном. В 1971 году во время своего последнего года обучения на медицинском факультете Джордж и его брат Крис сняли одноминутный короткометражный фильм, получивший первое место на конкурсе студентов. В том же году Джордж посещал семинары по кино в Мельбурнском университете, где он познакомился с Байроном Кеннеди, ставшим его другом и партнёром в совместных кинопроектах. В 1972 году Миллер закончил ординатуру в Больнице Святого Винсента и вместе с Кеннеди тратил всё своё свободное время на короткометражные экспериментальные фильмы. В том же году друзья основали компанию Kennedy Miller Productions и совместно работали над многими проектами. После смерти Кеннеди в авиакатастрофе в 1983 году Миллер сохранил название компании. В 2009 году компания была переименована в Kennedy Miller Mitchell в качестве признания значимости роли продюсера Дага Митчелла.
В 1979 году Миллер снял первый фильм о Безумном Максе, полицейском, мстящем за смерть семьи в постапокалиптической Австралии. В главной роли снялся молодой и тогда неизвестный Мел Гибсон. Дебют Миллера, снятый за несколько сот тысяч австралийских долларов, оказался международным хитом, собравшим около 100 миллионов американских долларов в прокате. После удачи первого фильма на режиссёра посыпались предложения о работе в Голливуде. Однако, Миллер продолжил серию о Безумном Максе и в 1981 году снял сиквел «Безумный Макс 2: Воин дороги». В 1985 году серия продолжилась фильмом «Безумный Макс 3: Под куполом грома». Четвёртый фильм появился уже в 2015 году.
Кроме серии о Безумном Максе, Миллер написал в соавторстве сценарий к фильму «Бэйб: Четвероногий малыш» и снял его продолжение; срежиссировал фильм «Масло Лоренцо» и сотрудничал с Ником Энрайтом при написании к нему сценария. Также он снял фильм «Иствикские ведьмы», где в главных ролях снялись Джек Николсон, Сьюзан Сарандон, Шер и Мишель Пфайффер.
Миллер совместно продюсировал и режиссировал многие известные мини-сериалы для австралийского телевидения, такие как «The Dismissal» (1983) и «Побег из Кобры» (1984).
Миллер продюсер многих фильмов и телевизионных мини-сериалов, с которых начала свою карьеру Николь Кидман: «Флирт», «Мёртвый штиль», «Бангкок Хилтон» и «Вьетнам».
Миллер также создатель мультфильма «Делай ноги» — музыкального эпоса о жизни пингвинов в Антарктике производства Warner Bros. Премьера состоялась в ноябре 2006 года. Будучи кассово-успешным, «Делай ноги» принёс Миллеру премию «Оскар» в номинации Лучший анимационный полнометражный фильм.
Миллер является меценатом Австралийского института кино, Брисбенского международного кинофестиваля (BIFF) и Кинофестиваля Сиднея.
В 2011 Миллер снял продолжение «Делай ноги 2». 24 октябре 2009 года Миллер подтвердил, что его следующим проектом будет четвёртый фильм о Безумном Максе под названием «Безумный Макс: Дорога ярости». Съёмки начались в июле 2012 года, а фильм вышел на экраны в 2015 году.
В начале сентября 2022 года в российский прокат вышло эпическое фэнтези Миллера «Три тысячи лет желаний». Миллер участвовал в его создании как режиссер, сценарист и продюсер. Главные роли в фильме исполнили Идрис Эльба и Тильда Суинтон.
Весной 2024-го на экраны вышел приквел «Дороги ярости».

## Фильмография

### Кинематограф
| Год  | Фильм                                           | Режиссёр | Сценарист | Продюсер        | Примечания                               |
| ---- | ----------------------------------------------- | -------- | --------- | --------------- | ---------------------------------------- |
| 1971 | Насилие в кино. Часть I                         | Да       | Да        | Нет             | Короткометражные                         |
| 1971 | Фильм Сент-Винсента                             | Да       | Нет       | Нет             | Короткометражные                         |
| 1974 | Дьявол в вечернем платье                        | Да       | Нет       | Нет             | Короткометражный документальный          |
| 1979 | Безумный Макс                                   | Да       | Да        | Нет             |                                          |
| 1980 | Цепная реакция                                  | Нет      | Нет       | Ассоциированный | Также сорежиссёр и постановщик трюков    |
| 1981 | Безумный Макс 2: Воин дороги                    | Да       | Да        | Нет             | Также дополнительный монтажёр            |
| 1983 | Сумеречная зона                                 | Да       | Нет       | Нет             | Сегмент: "Кошмар на высоте 20 000 футов" |
| 1985 | Безумный Макс 3: Под куполом грома              | Да       | Да        | Да              |                                          |
| 1985 | Создание «Безумного Макса 3: Под куполом грома» | Нет      | Нет       | Исполнительный  | Документальный                           |
| 1987 | Год, когда у меня ломался голос                 | Нет      | Нет       | Да              |                                          |
| 1987 | Иствикские ведьмы                               | Да       | Нет       | Нет             |                                          |
| 1989 | Мёртвый штиль                                   | Нет      | Нет       | Да              | Также второй режиссёр                    |
| 1991 | Флирт                                           | Нет      | Нет       | Да              |                                          |
| 1993 | Масло Лоренцо                                   | Да       | Да        | Да              |                                          |
| 1995 | Бэйб: Четвероногий малыш                        | Нет      | Да        | Да              |                                          |
| 1996 | Дурацкое видео о любви                          | Нет      | Нет       | Да              | Документальный                           |
| 1998 | Бэйб: Поросёнок в городе                        | Да       | Да        | Да              |                                          |
| 2006 | Делай ноги                                      | Да       | Да        | Да              | Анимационные                             |
| 2011 | Делай ноги 2                                    | Да       | Да        | Да              | Анимационные                             |
| 2012 | Забытые войны, забытые жертвы                   | Нет      | Нет       | Исполнительный  | Короткометражный документальный          |
| 2015 | Безумный Макс: Дорога ярости                    | Да       | Да        | Да              |                                          |
| 2022 | Три тысячи лет желаний                          | Да       | Да        | Да              |                                          |
| 2024 | Фуриоса: Хроники Безумного Макса                | Да       | Да        | Да              |                                          |
| TBA  | Безумный Макс: Пустошь                          | Да       | Да        | Да              |                                          |

### Телевидение
| Год  | Фильм                                   | Режиссёр | Продюсер       | Сценарист | Примечания                                                                           |
| ---- | --------------------------------------- | -------- | -------------- | --------- | ------------------------------------------------------------------------------------ |
| 1983 | Увольнение                              | Да       | Исполнительный | Да        | Режиссёр и сценарист первого эпизода Исполнительный продюсер 3 эпизодов мини-сериала |
| 1984 | Бодилайн                                | Нет      | Да             | Сюжеты    | Мини-сериал, 7 эпизодов                                                              |
| 1984 | Эпидемия                                | Нет      | Да             | Нет       | Мини-сериал, 5 эпизодов                                                              |
| 1987 | Вьетнам, до востребования               | Нет      | Да             | Нет       | Мини-сериал, 10 эпизодов                                                             |
| 1988 | Династия Грязевой воды                  | Нет      | Да             | Нет       | Мини-сериал, 5 эпизодов                                                              |
| 1988 | Стиральная машина                       | Нет      | Да             | Нет       | Телефильмы                                                                           |
| 1988 | Загадка Стинсона                        | Нет      | Да             | Нет       | Телефильмы                                                                           |
| 1988 | Фрагменты войны: История Дамиэна Парера | Нет      | Да             | Нет       | Телефильмы                                                                           |
| 1989 | Сумасшедший спорт                       | Нет      | Да             | Нет       | Документальный мини-сериал, 8 эпизодов                                               |
| 1989 | Бангкок Хилтон                          | Нет      | Да             | Нет       | Мини-сериал, 3 эпизода                                                               |
| 1997 | Век кино                                | Да       | Да             | Да        | Документальный сериал Эпизод "40 000 лет сновидений"; также ведущий                  |

### Режиссёр музыкального видео
В 1985 году снял музыкальный клип We Don’t Need Another Hero для Тины Тёрнер.

### Компьютерная игра
- 2025 — Death Stranding 2: On The Beach — «Тармэн» (модель)

## Награды и признание
- 1982: Премия Австралийского института кино за лучшую режиссуру и лучший монтаж: «Безумный Макс 2: Воин дороги»[8].
- 1987: Премия Австралийского института кино за лучший фильм: «Год, когда у меня ломался голос»[8].
- 1990: Премия Австралийского института кино за лучший фильм: «Флирт»[8].
- 1993: Номинация на премию «Оскар» за лучший оригинальный сценарий: «Масло Лоренцо»[8].
- 1995: Две номинации на премию «Оскар» за лучший фильм и лучший адаптированный сценарий: «Бэйб: Четвероногий малыш»[8].
- 1995: Премия им. Реймонда Лонгфорда[англ.][8].
- 2007: Премия «Оскар» за лучший анимационный полнометражный фильм: «Делай ноги»[8].
- 2007: Премия BAFTA за лучший анимационный фильм: «Делай ноги»[8].
- 2009: Награждён французским Орденом Искусств и литературы[9].
- 2010: Первый неамериканский режиссёр, ставший почётным членом Общества создателей визуальных эффектов[10].
- 2016: Две номинации на «Оскар» в категориях за лучшую режиссуру и лучший фильм: «Безумный Макс: Дорога ярости»

## Kennedy Miller Mitchell
Австралийская кинокомпания Kennedy Miller Mitchell основана в 1973 году Джорджем Миллером и Байроном Кеннеди как Kennedy Miller. В 2009 году Джордж Миллер и Даг Митчелл переименовали компанию в Kennedy Miller Mitchell.

## Нереализованные проекты
Джордж Миллер был нанят для режиссуры фильма, который получил название «Лига справедливости смертных». В актёрский состав вошли: Арми Хаммер в роли Бэтмена, Ди Джей Котрона в роли Супермена, Адам Броди в роли Флэша, Сантьяго Кабрера в роли Аквамена, Лонни Рашид Линн-мл. в роли Зелёного Фонаря, Меган Гейл в роли Чудо-женщины, Хью Кияс-Бёрн в роли Марсианского Охотника и Джей Барушель в роли Максвелла Лорда. Проект был отложен на неопределённый срок в январе 2008 года после неудачного обеспечения налоговых льгот для съёмок в Австралии, а также после забастовки Гильдии сценаристов США в 2007—2008 годах, помешавшей работе сценария. В итоге проект не был реализован. А сам фильм стал совсем другим проектом.